# Biathlon agli VIII Giochi asiatici invernali
Le competizioni di biathlon agli VIII Giochi asiatici invernali si sono svolte dal 23 al 26 febbraio 2017 al Nishioka Biathlon Stadium di Sapporo, in Giappone.

## Podi

### Uomini
| Evento                         | Oro              | Argento             | Bronzo           |
| 10km Sprint (dettagli)         | Yan Savitskiy    | Vassiliy Podkorytov | Mikito Tachizaki |
| 12.5km Inseguimento (dettagli) | Mikito Tachizaki | Yan Savitskiy       | Kim Yong-gyu     |
| 15km Mass start (dettagli)     | Yan Savitskiy    | Wang Wenqiang       | Kosuke Ozaki     |

### Donne
| Evento                       | Oro                 | Argento       | Bronzo           |
| 7.5km Sprint (dettagli)      | Galina Vishnevskaya | Zhang Yan     | Alina Raikova    |
| 10km Inseguimento (dettagli) | Galina Vishnevskaya | Zhang Yan     | Darya Usanova    |
| 12.5km Mass start (dettagli) | Galina Vishnevskaya | Alina Raikova | Fuyuko Tachizaki |

### Staffetta
| Evento                     | Oro        | Argento    | Bronzo   |
| Staffetta mista (dettagli) | Kazakistan | Kazakistan | Giappone |

## Medagliere
| Posiz. | Nazione       | Oro | Argento | Bronzo | Totale |
| ------ | ------------- | --- | ------- | ------ | ------ |
| 1      | Kazakistan    | 6   | 4       | 2      | 12     |
| 2      | Giappone      | 1   | 0       | 4      | 5      |
| 3      | Cina          | 0   | 3       | 0      | 3      |
| 4      | Corea del Sud | 0   | 0       | 1      | 1      |
| Totale | Totale        | 7   | 7       | 7      | 21     |